# مسید، قنا
مسید، روستایی از توابع شهرستان قوص در استان قنا و کشور مصر است.

## جمعیت
براساس سرشماری سال ۲۰۰۶ مصر، جمعیت آن ۸۶۰۴ نفر( ۴۲۲۵ مرد و ۴۳۷۹ زن ) بوده‌است.